# Bagażnik

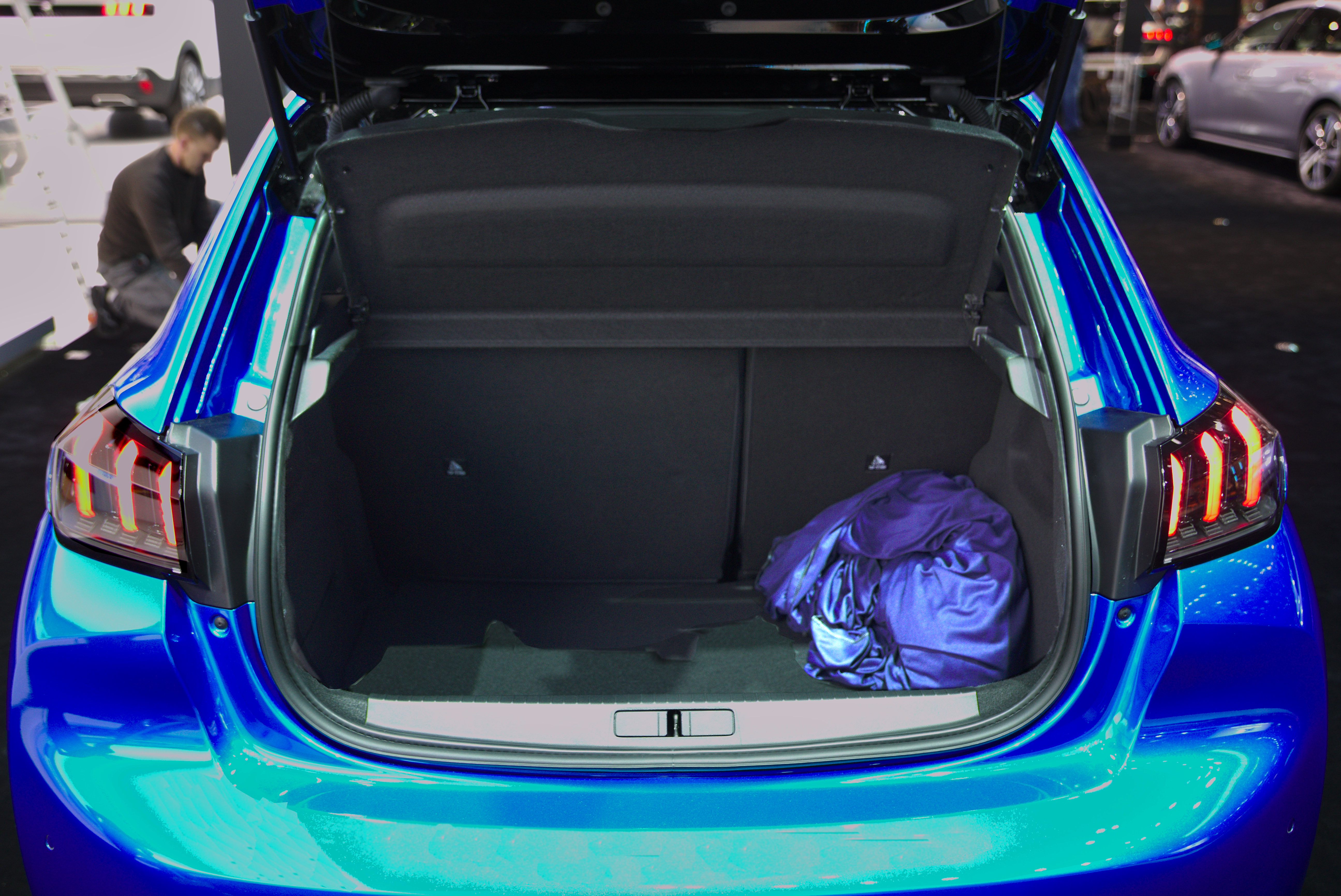
Uniesiona klapa bagażnika

Bagażnik – część ładunkowa auta umieszczona najczęściej z tyłu samochodu. Może mieć małą objętość (auta klas A i B) lub większą (kombi, sedan). Największą przestrzeń ładunkową mają z reguły samochody dostawcze. Bagażnik może być otwierany kluczem (np. Fiat Uno, Chevrolet Aveo) lub za pomocą przycisku (np. Toyota Avensis, Volkswagen Golf V). Bagażnik może posiadać różną pojemność załadunku. Niekiedy razem z bagażnikiem unosi się także część reflektorów (np. Daewoo Lanos) albo całe reflektory (np. Opel Insignia). W samochodach dostawczych i furgonach zazwyczaj otwierany jest skrzydłowo (np. Fiat Ducato). Dostępne są również wersje jednoczęściowe (np. Renault Kangoo).
Bagażnik możemy spotkać także w skuterze. Znajduje się on zwykle pod unoszonym siedzeniem. Nie ma on wielkiej pojemności, zwykle mieści się w nim kask i podręczne przedmioty.
Producenci samochodów zazwyczaj zawyżają pojemność bagażnika. Czasem różnicę między danymi producenta a faktyczną pojemnością da się uzasadnić, lecz zdarza się również, że producent zawyża pojemność tak bardzo, że różnica jest niewytłumaczalna. Część różnic wynika prawdopodobnie z różnych sposobów mierzenia pojemności bagażnika. Mierzyć można bowiem materiałem sypkim, jak i pudełkami o pojemności 1 litra i wymiarach 100 mm × 200 mm × 50 mm.